# Andrés Alcázar (metge)
Andrés Alcázar (Guadalajara, vers 1490 - vers 1585) va ser un mèdic cirurgià castellà especialista en cirurgia cranial.
Alcázar és autor de dues aportacions fonamentals a la seva especialitat: l'estudi precís de les ferides cefàliques, parant esment no solament a la consideració externa de la ferida sinó també als símptomes neurològics, i l'anàlisi de la condicions que havien de reunir els instruments operatoris, la qual cosa el va portar a crear diversos instruments quirúrgics que van renovar l'instrumental de la disciplina a principis del segle xvi.
Va cursar estudis universitaris a Salamanca i es va dedicar a la cirurgia a Guadalajara, Àvila i Segòvia. Va ser nomenat en 1567 catedràtic de cirurgia de la Universitat de Salamanca. Va publicar en 1575 el tractat Chirugiae libri sex, en el qual sobresurt la part dedicada a la cirurgia cranial, part reimpresa independentment set anys després.